# جهاد الصانع
جهاد عبد الله الصانع (بالعبرية: ג'יהאד אל-סאנע‏) (ولد بتاريخ 28 تشرين الثاني 1968) هو بروفيسور في علم الحاسوب في جامعة بن جوريون. نشر العديد من المقالات الاكاديمية، وسجل خمس براءات اختراع، هو أحد الاعضاء المؤسسين لجمعية سيراج، التي تعنى بتبني مشاريع تكنولوجية بهدف تنمية سوق العمل في المجتمع البدوي.

## حياتة المهنية
ولد جهاد الصانع في تل عراد لوالد سائق شاحنة وام ربة منزل أميّة ونشأ في في ظروف حياتية صعبة بدون كهرباء. التحق بالمدرسة الأرثوذكسية العربية في حيفا. حصل على درجة البكالوريوس في علوم الكمبيوتر من جامعة بن غوريون في النقب.
في بداية حياته المهنية، كسب عيشه كراعٍ غنم. بين عامي 1993 و 1995، عمل في شركة Scitex وعاش في رمات هشارون وتل أبيب. ومن 1995 إلى 1999، درس للحصول على درجة الدكتوراه في التصميم المحوسب والواقع الافتراضي في جامعة ستوني بروك في نيويورك، الولايات المتحدة الأمريكية. خلال دراسات الدكتوراه، عمل في شركة IBM.
في عام 1999 التحق بكلية جامعة بن غوريون في النقب. كان رئيسًا لمختبر الوسائط المرئية في قسم علوم الكمبيوتر، ومن 2015 إلى 2017 كان رئيسًا لقسم علوم الكمبيوتر.
في عام 2011، اختارته مجلة ماركر لقائمة أكثر 100 شخص نفوذًا في الاقتصاد الإسرائيلي.
في عام 2017، قام سراج أبو كف وخضر الشيش وجيورا يارون وصمدار نهاف بتأسيس سراج، وهي شركة برمجيات (مسجلة كمؤسسة غير ربحية) تعمل على دعم لمشاريع تطوير التكنولوجيا الفائقة. بهدف تطوير سوق العمل في النقب.
هو أيضا ناشط اجتماعي ويشارك في مجموعة متنوعة من المشاريع والمنظمات التي تعمل على تطوير التعليم في المجتمع العربي في النقب. يشغل منصب رئيس AHD - الجمعية الأكاديمية لتنمية المجتمع العربي في النقب، التي أسست مدرسة ايهاد (Ehad) للتميز في علوم العلوم، وهي أول مدرسة مخصصة للشباب الموهوبين والمتميزين في المجتمع البدو في النقب. إضافة إلى انة عضو في اللجنة لتامين منالية التعليم العالي يالمجتمع العربي في مجلس التعليم العالي.